# Constantin Grameni
Constantin „Dina” Grameni (n. 23 octombrie 2002, Constanța, România) este un fotbalist român, care joacă pe post de mijlocaș la Rapid în SuperLiga României. Pe plan internațional, are prezențe la națională pentru România Sub-17 și România Sub-21.

## Cariera de club

### Viitorul Constanța
A debutat în campionat pe 4 martie 2021 într-un meci din Liga I cu FC Botoșani.